# Комсток (Небраска)
Комсток (англ. Comstock) — селище (англ. village) в США, в окрузі Кастер штату Небраска. Населення — 68 осіб (2020).

## Географія
Комсток розташований за координатами 41°33′26″ пн. ш. 99°14′35″ зх. д. / 41.55722° пн. ш. 99.24306° зх. д. (41.557197, -99.243008).  За даними Бюро перепису населення США в 2010 році селище мало площу 0,90 км², уся площа — суходіл.

## Демографія
Згідно з переписом 2010 року, у селищі мешкали 93 особи в 44 домогосподарствах у складі 26 родин. Густота населення становила 103 особи/км².  Було 83 помешкання (92/км²).
Расовий склад населення:
| - 97,8 % — білих - 1,1 % — осіб інших рас |

До двох чи більше рас належало 1,1 %. Частка іспаномовних становила 1,1 % від усіх жителів.
За віковим діапазоном населення розподілялося таким чином: 23,7 % — особи молодші 18 років, 52,6 % — особи у віці 18—64 років, 23,7 % — особи у віці 65 років та старші. Медіана віку мешканця становила 49,7 року. На 100 осіб жіночої статі у селищі припадало 97,9 чоловіків;  на 100 жінок у віці від 18 років та старших — 108,8 чоловіків також старших 18 років.
Середній дохід на одне домашнє господарство  становив 45 413 долари США (медіана — 40 000), а середній дохід на одну сім'ю — 45 260 доларів (медіана — 38 500). За межею бідності перебувало 31,1 % осіб, у тому числі 35,7 % дітей у віці до 18 років та 42,9 % осіб у віці 65 років та старших.
Цивільне працевлаштоване населення становило 47 осіб. Основні галузі зайнятості: сільське господарство, лісництво, риболовля — 25,5 %, роздрібна торгівля — 21,3 %, мистецтво, розваги та відпочинок — 21,3 %.